# Molodogwardeiskoje
Molodogwardeiskoje (russisch Молодогвардейское, deutsch Finken, Kreis Fischhausen/Samland) ist ein sehr kleiner Ort in der russischen Oblast Kaliningrad. Er gehört zum Stadtkreis Swetlogorsk.

## Geographische Lage
Molodogwardeiskoje liegt 40 Kilometer nordwestlich der Stadt Kaliningrad (Königsberg) an der Kommunalstraße 27K-355, die bei Primorje (Groß Kuhren) von der Regionalstraße 27A-013 (ex A192) abzweigt und nach Donskoje (Groß Dirschkeim) führt. In der Nähe liegt die Siedlung Filino (Klein Kuhren) im Rajon Selenogradsk. An dem Ort führt die nicht mehr betriebene Bahnstrecke von Lesnoje (Warnicken) über Donskoje (Groß Dirschkeim) nach Primorsk (Fischhausen) wobei.

## Geschichte
Das bis 1946 Finken genannte Gut im Nordosten des Samlandes wurde am 16. Juli 1857 durch die Zusammenführung des Vorwerks Finken und der Mühle Finken gegründet. Im Jahre 1874 kam das Gut Finken zum neu errichteten Amtsbezirk Groß Dirschkeim (heute russisch: Donskoje), der zum Kreis Fischhausen (1939 bis 1945 Landkreis Samland) im Regierungsbezirk Königsberg der preußischen Provinz Ostpreußen gehörte. Am 2. Juli 1898 wurde aus dem Gut Finken und dem Ort Brüsterort (heute russisch: Majak) der Gutsbezirk Finken gebildet.
Für wenige Wochen nur wurde der Gutsbezirk Finken am 30. September 1928 in die Landgemeinde Klein Kuhren (heute russisch: Filino) eingegliedert, bevor er als Ortsteil Klein Kuhrens am 29. November 1928 nach Groß Dirschkeim (Donskoje) eingemeindet wurde.
Infolge des Zweiten Weltkrieges kam Finken 1945 mit dem gesamten nördlichen Ostpreußen zur Sowjetunion. Der Ort erhielt 1950 die russische Bezeichnung Molodogwardeiskoje und wurde gleichzeitig dem Dorfsowjet Jantarski selski Sowet im Rajon Primorsk zugeordnet. Später wurde der Ort von der Siedlung städtischen Typs Primorje aus verwaltet. Von 2007 bis 2018 gehörte Molodogwardeiskoje zur städtischen Gemeinde Gorodskoje posselenije Donskoje im Rajon Swetlogorsk und seither zum Stadtkreis Swetlogorsk.

## Kirche
Aufgrund seiner nahezu ausnahmslos evangelischen Bevölkerung war Finken vor 1945 in das Kirchspiel der Pfarrkirche in Heiligenkreutz (heute russisch: Krasnotorowka) eingegliedert. Es gehörte zum Kirchenkreis Fischhausen (Primorsk) in der Kirchenprovinz Ostpreußen der Kirche der Altpreußischen Union. Letzter deutscher Geistlicher war Pfarrer Georg Henkys.
Heute liegt Molodogwardeiskoje im Einzugsbereich der neu entstandenen evangelisch-lutherischen Auferstehungskirche in Kaliningrad (Königsberg), der Hauptkirche der Propstei Kaliningrad der Evangelisch-lutherischen Kirche Europäisches Russland.